# Рованичская Слобода
Рованичская Слобода (бел. Раваніцкая Слабада) — деревня в Червенском районе Минской области Беларуси. Входит в состав Рованичского сельсовета.

## География и природа
Расположена в 28 километрах к северо-востоку от Червеня, в 90 км от Минска, на реке Уша. В северо-восточной части деревни расположен родник.

## Археология
В 600 метрах северо-восточнее деревни обнаружены курганный могильник из 6 насыпей, датируемый железным веком, а также курганный могильник, относимый к культуре дреговичей.

## История
Собственно деревня в письменных источниках впервые упоминается в XVIII веке. На 1766 год село Рованичи, насчитывавшее 5 дымов. В 1789 году оно перешло в собственность Слотвинского. В результате II раздела Речи Посполитой 1793 года вошла в состав Российской империи. На 1800 год упоминается как деревня Слобода, входившая в состав Игуменского уезда Минской губернии и являлась шляхетской собственностью, здесь было 18 дворов и 173 жителя, функционировали корчма и три мельницы. В середине XIX века владельцем деревни был Людвиг Слотвинский, к имению которого относилась Рованичская Слобода. В 1848 году здесь была открыта суконная фабрика, продукция которой поставлялась во многие города, в частности, в Минск и Москву. В 1883 году начала работу церковно-приходская школа. На 1890 год суконная фабрика насчитывала 101 сотрудника. Согласно переписи населения Российской империи 1897 года, в составе Беличанской волости, здесь был 41 двор, где проживали 293 человека, здесь работали лесопилка, водяная мельница, круподёрка, смолокурный завод, церковно-приходская школа, питейное заведение и два магазина. На начало XX века деревня Слобода Рованичская, где было 73 двора и 509 жителей. На 1917 год здесь было 83 двора и 511 жителей. С февраля по декабрь 1918 года деревня была оккупирована немцами, с августа 1919 по июль 1920 — поляками. После окончательного установления советской власти земское народное училище, бывшая церковно-приходская школа, было преобразовано в рабочую школу 1-й ступени. 20 августа 1924 года она вошла в состав вновь образованного Рованичского сельсовета Червенского района Минского округа (с 20 февраля 1938 — Минской области). Согласно переписи населения СССР 1926 года здесь было 73 двора, где проживали 468 человек, в школе насчитывалось 95 учеников и 2 учителя, при ней работали пункт ликвидации безграмотности среди взрослых, небольшая библиотека. В 1929 году в деревне был организован колхоз «Правда», на 1932 год в его состав входили 30 крестьянских дворов, где проживали 173 человека. Перед войной, на 1940 год, в Рованичской Слободе было 65 домов и 240 жителей. Во время Великой Отечественной войны деревня была оккупирована немецко-фашистскими захватчиками в начале июля 1941 года. В лесу вблизи деревни базировались штаб партизанской бригады «Разгром», межрайонный подпольный комитет КП(б)Б Минской партизанской зоны, Червенские районные подпольные комитеты КП(б)Б и ЛКСМБ. Многие из сельчан ушли в партизаны, пополнив ряды бригады «Разгром», другие жители деревни также поддерживали с партизанами активную связь, оказывали им помощь. В ноябре 1943 года немецко-фашистские захватчики почти полностью сожгли деревню (63 дома) и убили 40 человек мирного населения. Территория деревни освобождена в начале июля 1944 года. В 1955 году в деревне был установлен памятник-стела в память о подпольщиках межрайонного комитета КП(б)Б Минской партизанской зоны и партизанах бригады «Разгром». В 1959 году в 3,5 километрах к северо-западу от деревни на месте базирования штаба партизанской бригады «Разгром» был создан мемориальный комплекс «Разгром». В 1975 году на братской могиле погибших в результате нацистской расправы жителей деревни установлен памятник-стела. На 1960 год население деревни составило 261 человек. В 1966 году в состав Рованичской Слободы была включена соседняя деревня Маконь. В 1980-е годы Рованичская Слобода относилась к совхозу «Рованичи». На 1997 год здесь было 56 жилых домов и 100 жителей, работал магазин. На 2013 год 26 круглогодично жилых домов, 46 постоянных жителей. На 2018 год в деревне насчитывалось 73 дома, из них 21 круглогодично жилой, 55 заняты дачниками.

## Население
- 1800 — 18 дворов, 173 жителя
- 1897 — 41 двор, 293 жителя
- 1908 — 73 двора, 509 жителей
- 1917 — 83 двора, 511 жителей
- 1926 — 73 двора, 468 жителей
- 1940 — 65 дворов, 240 жителей
- 1960 — 261 житель
- 1997 — 56 дворов, 100 жителей
- 2013 — 26 дворов, 46 жителей
- 2019 — 21 (73) двор(а), 32 жителя